# Frances Farmer
Frances Elena Farmer (født 19. september 1913, død 1. august 1970) var en amerikansk teater- og filmskuespiller, der havde en relativt kort karriere i slutningen af 1930'erne og begyndelsen af 1940'erne. Hun er nok mest kendt via flere dramatiserede og til dels ukorrekte gengivelser af sit liv i fiktion, heriblandt i filmen Frances (1982).

## Opvækst
Frances Farmer kom til verden i Seattle, Washington. I sin skoletid vandt hun en konkurrence ved at skrive et kontroversielt essay med titlen God Dies, og senere, i 1935 mens hun studerede, vandt hun en konkurrence i det venstreorienterede blad The Voice of Action, hvor præmien var en rejse til Sovjetunionen. Trods sin mors stærke protester tog hun af sted blandt andet for at opleve det nyskabende Moskva Kunstteater. Disse to hændelser gav senere anledning til beskyldninger mod hende for at være både ateist og kommunist.
På University of Washington studerede hun drama, og i den periode var universitetets teateropsætninger en stor begivenhed i Seattle. Farmer var flere gange blandt hovedrolleindehaverne i sådanne opsætninger, der blandt andet omfattede Den skønne Helena og Onkel Vanja.

## Karriere
Efter turen til Sovjetunionen i 1935 stod Frances Farmer af på vejen hjem i New York, hvor hun forsøgte at skabe sig en karriere som teaterskuespiller. I stedet blev hun opdaget af en talentspejder fra Paramount Pictures, der sørgede for, at der blev lavet en prøvefilmoptagelse med hende. På grundlag af denne tilbød selskabet hende en syvårig aftale, som hun underskrev på sin 22-års fødselsdag, og hun flyttede nu til Hollywood. Det blev i første omgang til hovedroller i et par B-film, inden hun fik en rolle i Rhythm on the Range, hvor hun spillede sammen med Bing Crosby. Til sin næste film var hun udlånt til Samuel Goldwyn, hos hvem hun spillede i filmen Mands vilje, der blev en pæn succes samtidig med, at Farmers præstation blev rost af kritikerne. 
Trods succesen var Frances Farmer ikke rigtig tilfreds med den retning, hendes karriere var på vej til at tage. Hun følte sig kvalt af Paramounts tendens til at give hende roller, der afhang mere af hendes udseende end af hendes talent. Hendes åbenmundethed fik hende til at virke usamarbejdsvillig og hånlig. I en tid, hvor studierne dikterede alle facetter af stjernernes liv, gjorde Farmer oprør mod selskabets kontrol og modstod alle dets forsøg på at glamourisere hendes privatliv. Hun tog ikke med til de forskellige Hollywood-fester og gik ikke ud med andre stjerner for at glæde sladderspalterne. Trods dette blev hun forholdsvis positivt beskrevet i en artikel i Collier i 1937, hvor hendes manglende interesse i tøj samt hendes ældre bil blev nævnt. 
I et håb om at blive regnet som seriøs skuespiller forlod hun i 1937 filmbyen for at spille sommerteater i Westchester County i New York. Her blev hun bemærket af instruktøren Harold Clurman og dramatikeren Clifford Odets, som inviterede hende til at spille på Group Theatre i New York i et Odets-stykke, Golden Boy. Til at begynde med fik hendes optræden der blandede anmeldelser, hvor blandt andet Time beskrev hende som fejlvalgt til rollen. Imidlertid var Farmer allerede så kendt fra film, at stykket gik hen og blev den største kommercielle succes i Group Theatres historie. Det gav mulighed for at tage på turné med stykket i 1938, og i den sammenhæng modtog hun flere steder fremragende anmeldelser.
Farmer var under indspilningen af sin første film blevet gift med skuespilleren Leif Erickson. Mens hun spillede Golden Boy, havde hun en affære med Clifford Odets, men denne var gift med skuespilleren Luise Rainer  og ville ikke love Farmer at gå fra hende. Da han af den grund afbrød  affæren, følte Frances Farmer sig forrådt, og da teatret valgte en anden  skuespiller – hvis familie finansierede opførelsen af Golden Boy – til opførelser i London,  kom hun til den konklusion, at Theatre Group havde valgt hende med  overlæg kun for at udnytte hendes stjernestatus til at promovere  stykket. Hun vendte nu tilbage til Los Angeles og fik lavet en aftale  med Paramount om, at hun skulle være der tre måneder om året for at være  til rådighed for filmindspilninger. Resten af tiden ville hun bruge på  at spille teater. De næste to stykker, hun spillede på Broadway,  gik dog kun kort tid. I Hollywood blev hun ofte udlånt til andre  studier, hvor hun som regel fik hovedroller, mens hun hos Paramount  måtte tage til takke med biroller, som hun jævnligt fandt uden  udfordringer. 
I løbet af 1939 begyndte hendes temperamentsfulde optræden i arbejdet samt en tiltagende alkoholisme at skade hendes omdømme. Det følgende år forlod Farmer med kort varsel en Broadway-opsætning af et Ernest Hemingway-stykke,  hvorefter hun havde hovedroller i to større filmproduktioner, igen  begge som udlånt til andre studier. Men året efter var hun igen henvist  til biroller. Da Odets i 1941 forsøgte at lokke hende tilbage til New  York for at spille med i sit nye stykke Clash by Night,  afslog hun med den begrundelse, at det var nødvendigt for hende at  blive i Hollywood for at genopbygge sin karriere. I 1942 spillede hun  sammen med Tyrone Power i Født til hævn, udlånt til 20th Century Fox,  og hun fik gode anmeldelser for sin rolle. Alligevel valgte Paramount  at annullere kontrakten med hende senere samme år. Selskabet brugte som  begrundelse hendes alkoholisme samt tiltagende uberegnelighed i  forbindelse med optagelsen af Hendes privatsekretær, som hun endte med ikke at optræde i. I samme periode var hendes ægteskab med Leif Erickson forværret og endte med en skilsmisse i 1942.

## Lovovertrædelser og mentale problemer
Arrestation
19. oktober 1942 blev Frances Farmer stoppet af politiet i Santa Monica  for at køre med fuldt lys på bilen i krigstidens mørklægningsperiode,  der gjaldt for det meste af den amerikanske vestkyst. Hun blev  efterfølgende taget med til den lokale politistation, hvor hun  overnattede i detentionen, da politifolkene havde mistanke om, at hun  kørte spirituskørsel. Hun modtog en bøde på $500 og betinget dom på 180  dages hæfte; hun betalte straks halvdelen af beløbet og blev løsladt på  prøve. 
I januar 1943 havde hun endnu ikke betalt den anden halvdel af  bøden, og der blev udsendt en arrestordre på hende. Omtrent samtidig  indgav en frisør på et filmstudie en voldsanmeldelse mod hende, idet hun  hævdede, at Farmer havde brækket hendes kæbe i forbindelse med en  filmindspilning. Politiet sporede hende til Knickerbocker Hotel i  Hollywood. Da betjentene bankede på døren til hendes værelse, fik de  ikke noget svar, hvorpå de fik adgang med en nøgle. De fandt hende i  sengen og pressede hende til hurtigt at klæde sig på, hvilket hun gjorde  under store protester og med megen modstand.
Ved afhøringen den  følgende morgen opførte hun sig meget uberegneligt. Hun hævdede, at  politiet havde umyndiggjort hende, krævede at få en advokat samt smed et  blækhus efter dommeren. Derpå blev hun straks idømt 180 dages fængsel.  Hun slog en betjent i gulvet og kvæstede andre tilstedeværende, hvorpå  hun styrtede til en telefonboks for at ringe til en advokat, hvilket  blev forhindret af nogle betjente. De førte hende nu korporligt væk,  mens hun råbte: "Har I nogensinde været helt nede?"
Journalisterne  skrev sensationsprægede beretninger om hændelsen. Det lykkedes hendes  svigerinde, der var vicesherif i Los Angeles County, at få Farmer  overført til den psykiatriske afdeling på Los Angeles General Hospital. Her blev hun diagnosticeret til at have en maniodepressiv psykose.
Første indlæggelse
Frances Farmer blev nu overført til San Fernando og Kimball Sanitarium i La Crescenta, hvor hun blev diagnosticeret som paranoid skizofren. Hun blev behandlet med insulinchokterapi, der på det tidspunkt var accepteret som standardbehandling i psykiatrien. Behandlingen har kraftig kvalme  som en bivirkning. Hendes familie hævdede senere, at de ikke havde  godkendt denne behandling, hvilket er dokumenteret i hendes søsters bog Look Back in Love  og i retsprotokoller. Sanatoriet havde ikke nogen speciel bevogtning,  og efter omkring ni måneders ophold forlod Farmer stedet til fods en  eftermiddag og gik omkring 30 km for at opsøge sin halvsøster Rita.  Sammen tog de kontakt til moderen i Seattle for at beklage sig over  insulinbehandlingen.
Lillian Farmer rejste nu til Californien og  indledte en langvarig retslig kamp for at få værgemålet over sin datter overført fra den californiske stat til sig selv. Selv om en række  psykiatere afgav vidneudsagn, der sagde, at Farmer havde brug for  yderligere behandling, stod moderen fast. 13. september 1943 rejste hun  med tog fra Los Angeles med Frances.
Western State Hospital og livet bagefter
Farmer  flyttede nu ind hos sine forældre igen, men hun skændtes heftigt med  sin mor. Inden der var gået et halvt år, havde hun fysisk angrebet  moderen. Denne så sig derfor nødsaget til at få hende indlagt på Western  State Hospital i Steilacoom, Washington. På dette hospital blev Farmer  ind imellem behandlet med elektrochok. Efter tre måneders behandling blev hun i sommeren 1944 erklæret for "fuldstændig rask" og udskrevet. 
På en tur med sin far, hvor de besøgte en tante på en gård i Reno, Nevada,  forsvandt Frances Farmer. Hun boede en tid hos en familie, der havde  taget hende med som blaffer, men hun blev snart arresteret for  vagabondering i Antioch, Californien.  Hendes anholdelse blev publiceret overalt, og hun modtog adskillige  tilbud om hjælp fra hele USA, som hun dog alle ignorerede. Efter lang  tids ophold hos tanten i Reno vendte hun tilbage til forældrene. På  opfordring af moderen blev Farmer, der nu var 31, igen indlagt på  Western State Hospital i maj 1945, hvor hun opholdt sig i næsten fem år,  afbrudt af en kort periode hjemme i 1946.

## Efter hospitalet
På  sine forældres anmodning blev Farmer 23. marts 1950 udskrevet fra  hospitalet på betingelse af, at hun var under sin mors opsyn. Hun fik et  job med at sortere vasketøj på et hotel i Seattle, det samme hotel,  hvor hun i 1936 var blevet fejret efter succesen med Mands vilje.  Hun opførte sig roligt, idet hun havde opfattelsen af, at moderen i  modsat fald ville få hende anbragt på institution igen. Efter sit eget ønske fik hun genoptaget sagen, der ti år forinden havde kostet  hende sin egen myndighed, og en dommer gav hende alle hendes borgerlige  rettigheder igen.
Efter et kortvarigt ægteskab med Alfred H. Lobley flyttede Frances Farmer i 1954 til Eureka i Californien, hvor hun i næsten tre år arbejdede ubemærket i et fotostudie som sekretær og bogholder. 
Forsøg på comeback
I 1957 flyttede hun til San Francisco  og arbejdede som receptionist på et hotel. På opfordring blev der lavet  et interview med hende, som blev offentliggjort i bladet Modern Screen, hvilket førte til fornyet interesse i underholdningsverdenen for hende.
I  interviewet udtalte Farmer blandt andet: "Jeg vil ikke give nogen  skylden for min nedtur ... Jeg mener, at jeg har vundet kampen, så jeg  nu kan styre mig." Efterfølgende kom hun to gange med i The Ed Sullivan Show og senere på This Is Your Life (Her er dit liv).  Da hun blev spurgt som sin alkoholisme og psykiske sygdom, sagde  Farmer, at hun aldrig havde ment, at hun var psykisk syg. Hendes  kommentar var: "Hvis en person behandles som patient, er der stor  sandsynlighed for, at vedkommende kommer til at opføre sig som patient."
I august 1957 stod Farmer for første gang i mange år igen på scenen i en turistby i Pennsylvania i en sommeropførelse af stykket The Chalk Garden. I foråret 1958 medvirkede hun i flere tv-stykker,  der blev sendt direkte; nogle af stykkerne er bevaret på film. Samme år  indspillede hun det, der skulle blive hendes sidste film, The Party Crashers. På det tidspunkt blev hun skilt fra Lobley, hvorpå hun giftede sig med en tv-mand fra Indianapolis, Leland C. Mikesell, som året forinden havde opfordret hende til at forsøge et comeback. Hun medvirkede i nogle opførelser af The Chalk Garden i Indianapolis, men valgte så at tage imod et tilbud om at blive tv-vært  på en lokal station i byen. I 1959 kom nyheden ud om, at hun var blevet  separeret fra Mikesell, der efterfølgende sagsøgte hende for  kontraktbrud. Parret blev skilt i 1963. 
Indianapolis
I perioden 1958-1964 var Frances Farmer vært på et tv-show med titlen Frances Farmer Presents,  der opnåede topkarakterer i hele udsendelsesperioden. Hun var ligeledes  en efterspurgt foredragsholder. I 1959 blev hun døbt i den romersk-katolske tro. I begyndelsen af 1960'erne optrådte hun i nogle teaterforestillinger på Purdue University.
Imidlertid blev hun i 1964 efterhånden igen utilregnelig i sit arbejde. Hun blev fyret, genansat og igen fyret fra sit tv-program. Tv-stationens  direktør nævnte senere, i et interview i 1983, at hendes problemer  måske var opstået, fordi han havde presset hende til at medvirke i The Today Show  på NBC. Han håbede på, at hendes optræden der kunne give god reklame  for stationen, men troede måske, at Farmer var blevet påvirket af  spørgsmål om hendes mange år på institutioner.
Hendes sidste  offentlige optræden var i et teaterstykke på universitetet i oktober  1965. I den samme periode blev hun anholdt for spirituskørsel. Senere  forsøgte hun at etablere et par forretninger med en ven, Jean Ratcliffe,  men begge forsøg mislykkedes, og da hun igen blev arresteret for  spirituskørsel, blev hun frakendt kørekortet i et år. 
I 1970 døde Frances Farmer af spiserørskræft. Hun blev begravet i byen Fishers, Indiana.

## Beskrivelser af Farmer
Frances Farmers skæbne er beskrevet i flere sammenhænge. Den mest kendte er nok i filmen Frances fra 1982, hvor hun spilles af Jessica Lange, der for sin indsats blev nomineret til en Oscar for bedste kvindelige hovedrolle. Hendes mor blev i filmen spillet af Kim Stanley, der tilsvarende blev nomineret til en Oscar for bedste kvindelige birolle. Filmen giver kun delvist et sandfærdigt billede af Farmers liv. Blandt andet er der en scene, hvor hun får det hvide snit, hvilket nogle år forinden var blevet præsenteret i bogen Shadowland  af William Arnold. I et retsligt opgør med filmens producer kunne  Arnold dog fortælle, at dette og flere andre af oplysningerne i hans  bog, var opdigtet af ham, hvilket heller ikke kan bekræftes af Western  State Hospitals optegnelser.  I filmen er der desuden udeladt en række oplysninger, og desuden har  man tilføjet en opfundet, livslang længsel hos Farmer efter en mand ved  navn Harry.
Året efter blev der lavet en tv-film om hendes liv opkaldt efter hendes selvbiografi Will There Really Be a Morning? med Susan Blakeley i rollen som Frances Farmer, mens Lee Grant spillede hendes mor.
Kurt Cobain fra Nirvana, der kom fra Farmers fødeby, skrev sangen "Frances Farmer Will Have Her Revenge on Seattle", som bandet udgav på albummet In Utero.

## Filmografi
| År        | Titel                      | Rolle                      | Bemærkninger                                            |
| --------- | -------------------------- | -------------------------- | ------------------------------------------------------- |
| 1936      | Too Many Parents           | Sally Colman               |                                                         |
| 1936      | Border Flight              | Anne Blane                 |                                                         |
| 1936      | Rhythm on the Range        | Doris Halliday             |                                                         |
| 1936      | Mands vilje                | Lotta Morgan/Lotta Bostrom | Engelsk titel: Come And Get It eller Roaring Timber     |
| 1937      | Sensationernes slagskygge  | Vina Swain                 | Engelsk titel: Exclusive                                |
| 1937      | The Toast of New York      | Josie Mansfield            |                                                         |
| 1937      | Sydhavets pirater          | Faith Wishart              | Engelsk titel: Ebb Tide                                 |
| 1938      | Kosakblod                  | Trina                      | Engelsk titel: Ride a Crooked Mile                      |
| 1940      | Syd for Pago Pago          | Ruby Taylor                | Engelsk titel: South of Pago Pago                       |
| 1940      | Flowing Gold               | Linda Chalmers             |                                                         |
| 1941      | World Premiere             | Kitty Carr                 |                                                         |
| 1941      | Badlands of Dakota         | Calamity Jane              |                                                         |
| 1941      | Among the Living           | Elaine Raden               |                                                         |
| 1942      | Født til hævn              | Isabel Blake               | Engelsk titel: Son of Fury: The Story of Benjamin Blake |
| 1943      | I Escaped from the Gestapo | Montage sequence           | Alternative title: No Escape                            |
| 1958      | The Party Crashers         | Mrs. Bickford              |                                                         |
| 1958      | Playhouse 90               | Val Schmitt                | Tv-serie, episode: "Reunion"                            |
| 1958      | Matinee Theatre            |                            | Tv-serie, episode: "Something Stolen, Something Blue"   |
| 1958      | Studio One                 | Sarah Walker               | Tv-serie, episode: "Tongues of Angels"                  |
| 1958–1964 | Frances Farmer Presents    | Vært                       | Ukendt antal episoder                                   |